# Synagoge (Plauen)

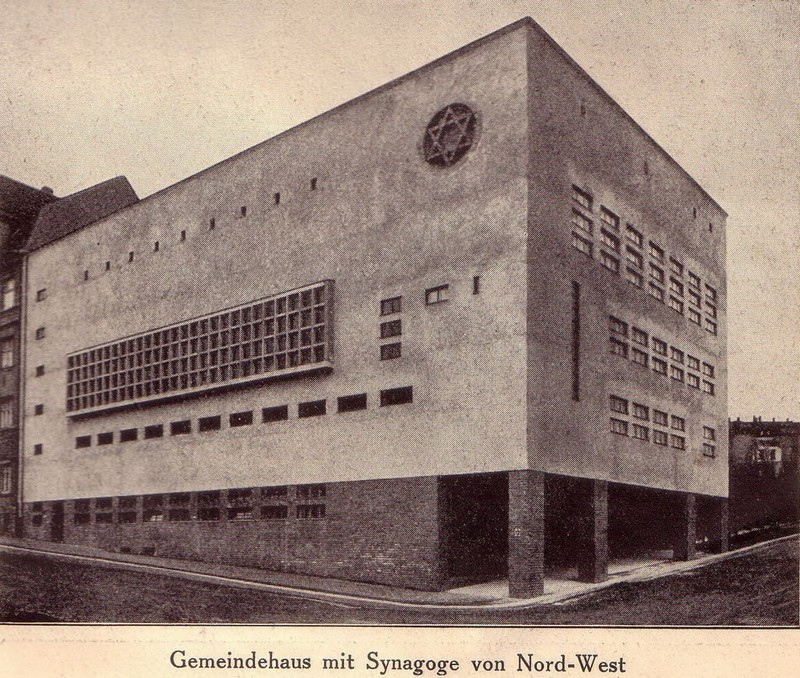
Die Synagoge in Plauen

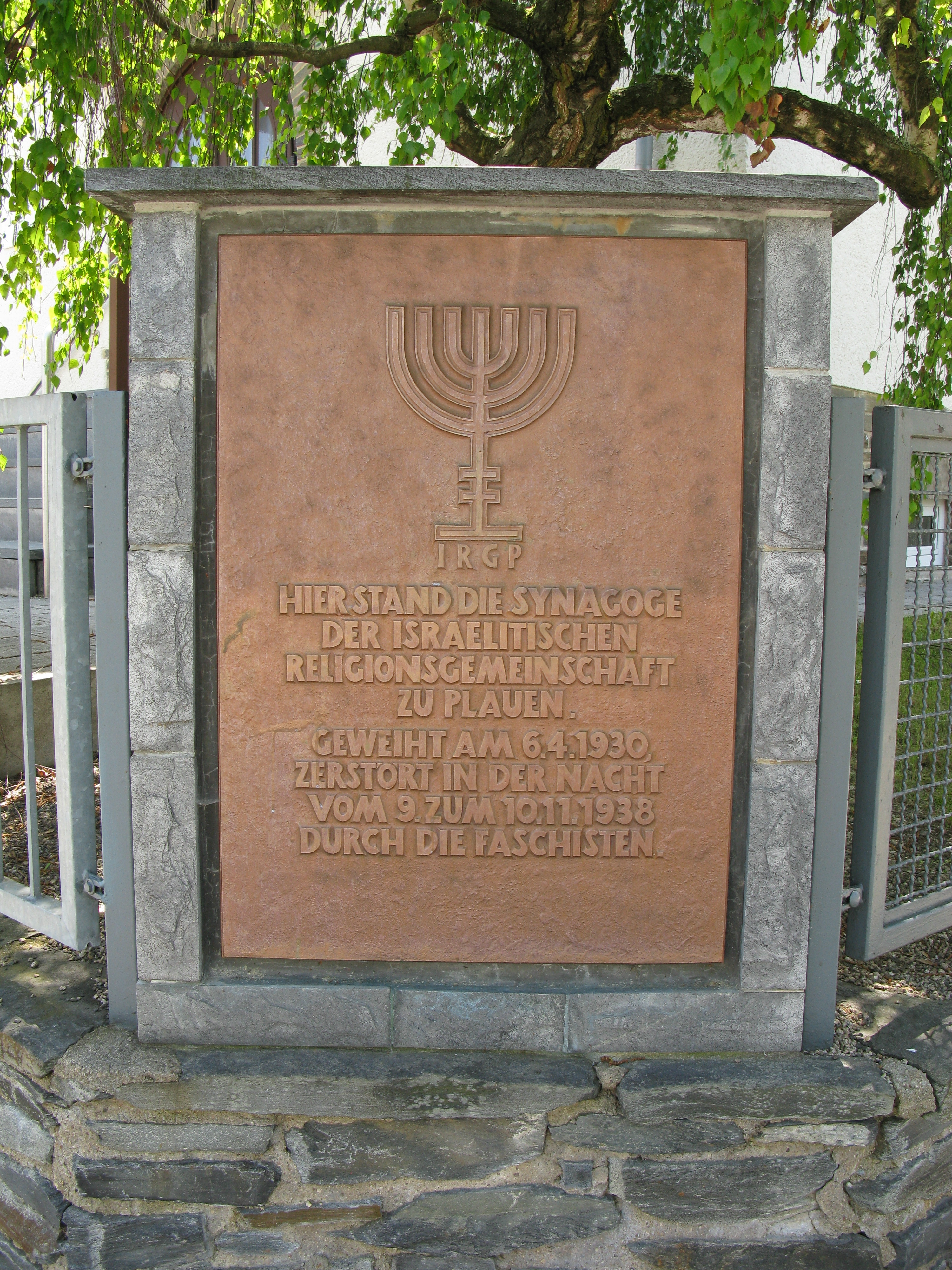
Gedenktafel am Standort der zerstörten Synagoge

Die Synagoge in Plauen wurde 1930 als vorletzte größere Synagoge in Deutschland vor der Machtübernahme der Nationalsozialisten 1933 geweiht. Bereits 1938 wurde sie in der Pogromnacht zerstört.

## Geschichte
Die Synagoge wurde nach Plänen des aus Augsburg stammenden jüdischen Architekten Fritz Landauer erbaut und stand auf dem Eckgrundstück Engelstraße / Senefelderstraße. Am 7. Juli 1929 fand die Grundsteinlegung statt. Trotz der beginnenden Weltwirtschaftskrise konnte das Gotteshaus bereits am 6. April 1930 geweiht werden.
Im Zuge der Novemberpogrome brannten die Nationalsozialisten den Bau am 10. November 1938 nieder.
Seit 1988 erinnert eine Gedenktafel an den Standort der zerstörten Synagoge.

## Baubeschreibung
Der Bau wurde im Stil der Neuen Sachlichkeit errichtet. Die bis dahin übliche Raumkonzeption, bei der auf eine strenge Trennung zwischen Kult- und Gemeinderäumen geachtet wurde, kam in Plauen nicht zum Tragen. Die Unterscheidung der beiden Raumarten wurde nur dadurch ausgedrückt, dass der Sakralraum weiß verputzt war und auf einem rotbraunen Klinkerbau ruhte. Der Innenraum war weitestgehend schlicht. Lediglich die Ostwand wurde durch ein Sgraffito mit jüdischen Symbolen geschmückt.